# العلاقات الدنماركية العمانية
العلاقات الدنماركية العمانية هي العلاقات الثنائية التي تجمع بين الدنمارك وسلطنة عمان.

## مقارنة بين البلدين
هذه مقارنة عامة ومرجعية للدولتين:
| وجه المقارنة                                              | الدنمارك                                                     | سلطنة عمان    |
| --------------------------------------------------------- | ------------------------------------------------------------ | ------------- |
| المساحة (كم2)                                             | 42.92 ألف                                                    | 309.50 ألف    |
| عدد السكان (نسمة)                                         | 5.79 مليون                                                   | 4.64 مليون    |
| الكثافة السكانية (ن./كم²)                                 | 134.9                                                        | 14.99         |
| العاصمة                                                   | كوبنهاغن                                                     | مسقط          |
| اللغة الرسمية                                             | اللغة الدنماركية                                             | اللغة العربية |
| العملة                                                    | كرونة دنماركية                                               | ريال عماني    |
| الناتج المحلي الإجمالي (بليون دولار)                      | 324.87 مليار                                                 | 72.64 مليار   |
| الناتج المحلي الإجمالي (تعادل القوة الشرائية) بليون دولار | 278.61 مليار                                                 | 179.49 مليار  |
| الناتج المحلي الإجمالي الاسمي للفرد دولار أمريكي          | 51.99 ألف                                                    | 15.55 ألف     |
| الناتج المحلي الإجمالي للفرد دولار أمريكي                 | 45.54 ألف                                                    | 38.63 ألف     |
| مؤشر التنمية البشرية                                      | 0.900                                                        | 0.793         |
| رمز المكالمات الدولي                                      | +45                                                          | +968          |
| رمز الإنترنت                                              | .dk                                                          | عمان          |
| المنطقة الزمنية                                           | توقيت وسط أوروبا، ت ع م+02:00، ت ع م+01:00، أوروبا/كوبنهاجن ‏ | ت ع م+04:00   |

## منظمات دولية مشتركة
يشترك البلدان في عضوية مجموعة من المنظمات الدولية، منها:
| علم المنظمة | اسم المنظمة                               | تاريخ انضمام الدنمارك | تاريخ انضمام سلطنة عمان |
| ----------- | ----------------------------------------- | --------------------- | ----------------------- |
|             | وكالة ضمان الاستثمار متعدد الأطراف        | 12 أبريل 1988         | 1989                    |
|             | منظمة الشرطة الجنائية الدولية             | ?                     | ?                       |
|             | منظمة حظر الأسلحة الكيميائية              | ?                     | ?                       |
|             | منظمة التجارة العالمية                    | 1995                  | 2000                    |
|             | الفريق المعني برصد الأرض                  | ?                     | ?                       |
|             | الأمم المتحدة                             | 24 أكتوبر 1945        | 7 أكتوبر 1971           |
|             | مؤسسة التمويل الدولية                     | 20 يوليو 1956         | 1973                    |
|             | يونسكو                                    | 4 نوفمبر 1946         | 10 فبراير 1972          |
|             | مؤسسة التنمية الدولية                     | 30 نوفمبر 1960        | 1973                    |
|             | البنك الدولي للإنشاء والتعمير             | 30 نوفمبر 1960        | 1971                    |
|             | المركز الدولي لتسوية المنازعات الاستشارية | 24 مايو 1968          | 1995                    |
|             | الاتحاد البريدي العالمي                   | ?                     | ?                       |
|             | الاتحاد الدولي للاتصالات                  | 1866                  | 28 أبريل 1972           |

## وصلات خارجية
- موقع وزارة الخارجية الدنماركية
- موقع وزارة الخارجية العمانية